# Dryopteris gomerica
Dryopteris gomerica är en träjonväxtart som beskrevs av Gibby, Widén. Dryopteris gomerica ingår i släktet Dryopteris och familjen Dryopteridaceae. Inga underarter finns listade.